# عيسى سيرج كويلو
عيسى سيرج كويلو (مواليد سنة 1967) (بالفرنسية: Issa Serge Coelo)‏ مخرج أفلام تشادي.

## مسيرته
وُلد في مدينة بلتن بتشاد، ودرس التاريخ في المدرسة العليا للإنتاج السمعي البصري. ثم عمل مصورا في إم 6 وفرنسا 3 وتي في 5 موند، قبل إنتاج الفيلم القصير (Un taxi pour Aouzou) عام 1994. لاقى الفيلم استحسانًا، حيث تم ترشيحه لجائزة سيزار عام 1997 عن فئة أفضل فيلم قصير في صنف الخيال. تبع ذلك الأفلام الروائية: دار السلام سنة 2000، ومدينة تارتينا سنة 2006. كما صور نفسه في فيلم وداعا أفريقيا سنة 1999 الذي أخرجه المخرج التشادي البارز الآخر محمد الصالح هارون..

ترأّس لجنة التحكيم عدة مرات في مهرجانات دولية، وهو عضو في النقابة الأفريقية والمنتجين الأفارقة وأكاديمية الفنون والتقنيات السينمائية. منذ عام 2011، كان مديرًا لسينما (Le Normandie)، وهي سينما تتسع لـ 600 مقعد، تم بناؤها عام 1949، والتي لا تزال السينما الوحيدة في تشاد.

## روابط خارجية
- عيسى سيرج كويلو على موقع IMDb (الإنجليزية)
- عيسى سيرج كويلو على موقع ألو سيني (الفرنسية)
- عيسى سيرج كويلو على موقع أول موفي (الإنجليزية)
- عيسى سيرج كويلو على موقع قاعدة بيانات الفيلم (الإنجليزية)
- عيسى سيرج كويلو على موقع كينوبويسك (الروسية)